# Областни управители на правителството на Стефан Янев
Областни управители в България на правителството на Стефан Янев, назначени на 19 май 2021 г., в длъжност от 1 юни 2021 г.
На 19 май 2021 г. Министерският съвет приема решение за назначаване на 24–ма нови областни управители. За временно изпълняващи длъжността областен управител на областите Варна, Добрич, Силистра и София са назначени настоящите заместник областни управители, съответно – Петър Манчев, Живко Желязков, Илиян Великов и Живка Такева-Първанова.

## Областни управители
Областни управители към 1 юни 2021 г.:
| Област         | Име                          | Година на раждане | Кратка биография |
| -------------- | ---------------------------- | ----------------- | --- |
| Благоевград    | Николай Христов Шушков       | 1959              | В периода 2009 – 2010 г. е заемал поста началник на Митница Югозападна България, а от 2005 г. до 2008 г. e бил началник на Митница Кулата. През 2021 г. е началник Митнически департамент на Thessaloniki Port Authority S.A. dry port Sofia – „ТПА“ София ЕАД. Висшето си образование е завършил в Полтавския университет по икономика и търговия в Украйна.                                                                                                   |
| Бургас         | Мария Нейкова Кънева         | 1967              | В периода 2001 – 2009 г. е била областен управител на Стара Загора, а преди това е била зам.-директор на РЗОК в Стара Загора. От 2018 г. е декан на Центъра по юридически науки в Бургаския свободен университет. Професор е по административно право и процес. |
| Варна          | Марио Смърков                |                   | Дълги години е работил в системата на МВР, като от 2015 г. до 2017 г. е служител в ГД „БОП“. През последните години работи в частния сектор. Юридическото си образование е получил в Техническия университет във Варна. |
| Велико Търново | Георги Гугучков              |                   | Притежава образователно-квалификационна степен „магистър“ по специалността „Транспортно строителство“ от НВУ „В. Левски“ във Велико Търново. В периода 1998 – 2001 г. е бил командир на бригада и началник на Горнооряховския военен гарнизон. Има дългогодишен управленски опит в частния сектор в сферата на енергетиката и строителството в градска среда.                                                                                                   |
| Видин          | Огнян Михайлов               |                   | Притежава образователно-квалификационна степен „магистър“ по специалността „Управление на обществения ред и сигурност на Република България“ от Академията на МВР. През 2017 година е бил областен управител на Видин. Преди това от 2015 г. е работил в Държавната агенция „Държавен резерв и военновременни запаси“. От 2003 г. до 2009 г. е бил директор на ОД-МВР Видин.                                                                                    |
| Враца          | Иван Сълов                   |                   | От 2016 г. до 2018 г. е работил в АЕЦ „Козлодуй“ като първо заема позицията началник отдел „Технически системи за сигурност“, а след това – началник отдел „Логистика на запасите“. Дълги години е работил в Областната дирекция на МВР в град Враца, като в периода от 2004 г. до 2009 г. е бил неин директор. Висшето си образование е получил във ВНВВУ „Георги Бенковски“ – гр. Долна Митрополия със специалност „Радио оборудване на летателните апарати.  |
| Габрово        | Борислав Бончев              | 1962              | В периода 2013 г. – 2019 г. е заемал поста директор на Областна дирекция на МВР в Габрово. Завършил е висшето си образование в Техническия университет в Гарово, където придобива квалификацията „Електроснабдяване и Електрообзавеждане“. |
| Добрич         | Васил Карапанчев             |                   | Дълги години е работил в системата на МВР и ДАНС, като включително е заемал длъжността директор на ТД „Национална сигурност“ – Добрич при ДАНС от 2010 г. до 2014 г. Висшето си образование е получил в Шуменския университет „Епископ Константин Преславски“. |
| Кърджали       | Даниел Точев Делчев          | 1970              | От 2004 г. до 2006 г. се е занимавал с мониторинг на програми и проекти, финансирани от ЕС в Министерството на икономиката и енергетиката и в Изпълнителната агенция за насърчаване на малки и средни предприятия. Бил е също изпълнителен директор на европейски проектен център в гр. Кърджали, както и управител на бизнес инкубатор в града. Притежава икономическо образование от УНСС.                                                                    |
| Кюстендил      | Александър Христов Пандурски | 1955              | От 2013 г. до март 2021 г. заема длъжността ръководител на Областна пощенска станция – Кюстендил. Притежава образователно-квалификационна степен „магистър“ по специалността „Радиотехника“ от Техническия университет в гр. София. |
| Ловеч          | Светослав Славчев            |                   | Бил е дългогодишен служител в Областната дирекция на МВР в Ловеч. Бил е дългогодишен служител в ОД на МВР-Ловеч, където в периода 2010 г. – 2015 г. е началник отдел на „Охранителна полиция“. Завършил е Висшето военно общовойсково училище във Велико Търново. |
| Монтана        | Валери Димитров              |                   | Притежава образователно-квалификационна степен „магистър“ по специалността „Национална полиция“ от ВВОУ „Васил Левски“ в гр. Велико Търново. От 1993 г. до 2015 г. е работил в системата на МВР, като е заемал различни длъжности, включително и директор на Областната дирекция на МВР – Монтана. |
| Пазарджик      | Иван Васев                   |                   | Работил е в системата на МВР, като от 2014 г. до 2015 г. е бил зам.-директор на Областната дирекция на МВР-Пазарджик. Дълги години е практикувал като адвокат в Адвокатска колегия в гр. Пазарджик. Завършил е Висшия институт за подготовка на офицери и научноизследователска дейност – МВР гр. София. |
| Перник         | Симеон Симеонов Василев      |                   | Бил е народен представител в XL народно събрание, както и зам.-кмет на община Перник в периода 2011 – 2013 г. От 2015 г. досега е бил зам.-директор по лечебната дейност и началник на операционен блок в УСБАЛЕ „Акад. Иван Пенчев“ в гр. София. Завършил е Медицинския университет в София. |
| Плевен         | Марио Тодоров                |                   | През 2017 г. също е заемал длъжността областен управител на Област Плевен. Преди това в периода 2002 г. – 2010 г. е бил зам.-директор на Областната дирекция на МВР – Плевен. Получил е висшето си образование във ВНВУ „Васил Левски“ във Велико Търново. |
| Пловдив        | Ангел Стоев                  |                   | През последните години е работил в частния сектор като прокурист. В периода 2008 г. – 2010 г. заема длъжността директор на Регионална дирекция ДАНС – Пловдив, а преди това е дългогодишен ръководител в Регионална дирекция Национална служба „Сигурност“ – Пловдив. Притежава образователно-квалификационна степен „магистър“ по специалността „Международни икономически отношения“ от УНСС, а също така е доктор по философия от Академията на МВР – София. |
| Разград        | Иван Маринов Борисов         |                   | Работил е в Общинско предприятие „Паркстрой“ – Разград, като в последните години е негов директор. Бил е зам.-областен управител на Разград от 2013 г. до 2014 г. Притежава икономическо образование от УНСС. |
| Русе           | Борислав Българинов          |                   | Бил е народен представител в XL народно събрание. От 2009 г. е адвокат. Завършил е Висшия институт на МВР – София. |
| Силистра       | Ели Тодорова                 |                   | Притежава висше юридическо образование от СУ „Св. Климент Охридски“. Била е два мандата председател на Адвокатска колегия – Силистра. В периода 2003 – 2007 г. е била общински съветник в Общински съвет – Силистра. |
| Сливен         | Минчо Росенов Афузов         |                   | От 2015 г. до 2017 г. е бил общински съветник в Общински съвет – Сливен. Преди това дълги години работи в частния сектор. Притежава образователно-квалификационна степен „магистър“ по специалността „Международни икономически отношения“ в Стопанската академия „Д. А. Ценов“ – Свищов. |
| Смолян         | Стефан Атанасов Сабрутев     |                   | От 2011 г. досега е бил общински съветник в Общински съвет – Смолян, а преди това, от 1999 г. работи в частния сектор в сферата на строителството. Притежава образователно-квалификационна степен „магистър“ по „Екология на селищни системи“ от Аграрния университет в Пловдив. |
| София          | Митко Михайлов               |                   | Притежава дългогодишен административен и управленски опит, заемал е ръководни длъжности в администрациите на Министерството на финансите и Министерството на младежта и спорта. През 2015 г. е заемал поста зам.-председател на Държавната агенция за метрологичен и технически надзор. Притежава висше икономическо и юридическо образование. |
| Софийска       | Радослав Любчов Стойчев      |                   | Бил е народен представител в XLIII и XLIV народно събрание, а преди това е бил зам.-кмет на Община Самоков. Притежава образователно-квалификационна степен „магистър“ по „Икономика и организация на труда“ от УНСС. |
| Стара Загора   | Иван Чолаков                 |                   | От 2016 г. е адвокат към Адвокатска колегия – Стара Загора, преди това дълги години работи в системата на МВР, като в периода 2013 – 2016 г. заема длъжността директор на Областната дирекция на МВР–Стара Загора. Получава висшето си образование в Югозападния университет „Неофит Рилски“ в Благоевград. |
| Търговище      | Станимир Парашкевов          | 1962              | Работи 27 години в системата на МВР, като в периода 2009 – 2013 г. е директор на Областната дирекция на МВР в Търговище. Завършил е Академията на МВР със специалност „Охрана на обществения ред и борба с престъпността“. |
| Хасково        | Минко Ангелов                | 1963              | Бил е народен представител в XLV народно събрание, а през 2017 г. е областен управител на Област Хаско о. Притежава образователно-квалификационна степен „магистър“ от Висшия институт по хранителна и вкусова промишленост в гр. Пловдив. |
| Шумен          | Валентин Александров         | 1965              | Работил е в системата на МВР дълги години, заемал е и длъжността директор на Областната дирекция на МВР в Шумен, а през 2017 г. е бил областен управител на Област Шумен. Получава висшето си образование в Шуменския университет. |
| Ямбол          | Георги Динков Чалъков        | 1977              | В последните две години работи като управител в частния сектор, а в периода 2015 – 2020 г. е бил заместник-кмет на Община Тунджа. През 2017 г. е бил областен управител на област Ямбол. Завършва висшето си образование в УНСС със специалност „Икономика на търговията“. |